# Diplophos taenia
Diplophos taenia är en fiskart som beskrevs av Günther, 1873. Diplophos taenia ingår i släktet Diplophos och familjen Gonostomatidae. Inga underarter finns listade i Catalogue of Life.